# Andrij Abasyn
Andrij Abasyn (ukrainisch Андрій Абазин, polnisch Andrzej Abazyn/Andschej Abasyn; † 16. August 1703 in Scharhorod) war ein kosakischer Feldherr, der zunächst im Dienste der Rzeczpospolita unter Johann III. Sobieski stand, sich aber 1702 dem Aufstand von Semen Palij anschloss, der von seinen Anhängern „zweiter Chmelnyzkyj-Aufstand“ genannt wurde.

## Leben
Die Herkunft von Andrij Abasyn ist nicht bekannt. In den 1680er Jahren begann er Kolonisationstätigkeiten in der rechtsufrigen Ukraine, indem er königliche Privilegien zur Nutzung dieser durch Kriege brach liegenden Gebiete nutzte. Seit 1690 war er Feldherr des Regiments von Brazlaw und nahm an Zügen gegen Osmanisch-tatarische Festungen in Budschak, Kazikermen, Otschakiw, Bender und anderen teil. Im Jahre 1691 zeichnete er sich im Feldzug der polnischen Armee gegen das Fürstentum Moldau sowie Schlachten gegen türkisch-tatarische Verbände in Podolien aus.
Im Jahre 1693 schlug Andrij Abasyn einen Tatareneinfall bei Sawran zurück und schlug ihn am 7. Juli 1693 bei Smila und 6. November an der Kodyma, nachdem er sich mit Semen Palej verbunden hatte. Die befreundeten Feldherren teilten sich das eroberte Land dermaßen auf, dass Abasyn sich in Brazlaw niederließ, Palej in Fastiw, Iskra in Korsun und Samus in Bohuslaw.
Nach dem Frieden von Karlowitz im Jahre 1699 wurde das Kosakenland für nicht mehr nötig erklärt und der Hetman Stanisław Jan Jabłonowski befahl den Feldherren ihre Heeresaufgebote aufzulösen, sodass die Szlachta und der Klerus auf ihre alten Besitzungen zurückkehrten. Daraufhin nahm Andrij Abasyn am Aufstand von Palej und Samus teil und wurde daraufhin zum Feind Polens erklärt. Das Land um Brazlaw erklärte er zum Land der Kosaken.
Im August 1702 eroberte er zusammen mit Abteilungen von Samus die Stadt Nemyriw.
Im Februar 1703 wurde dieser Aufstand niedergeschlagen. Dabei wurde Andrij schwer verletzt und mit 2000 Kosaken gefangen genommen. Auf Befehl von Adam Mikołaj Sieniawski wurde er in Scharhorod gefoltert und gepfählt.

## Weblink
- Artikel zu Abazyn, Andrii in der Encyclopedia of Ukraine (englisch)